# Корби (Сома)
Корби (фр. Corbie) насеље је и општина у североисточној Француској у региону Пикардија, у департману Сома која припада префектури Амјен.
По подацима из 2011. године у општини је живело 6339 становника, а густина насељености је износила 390,09 становника/km². Општина се простире на површини од 16,25 km². Налази се на средњој надморској висини од 34 метара (максималној 108 m, а минималној 26 m).

## Демографија
| 1936. | 1946. | 1962. | 1968. | 1975. | 1982. | 1990. | 1999. | 2011. |
| ----- | ----- | ----- | ----- | ----- | ----- | ----- | ----- | ----- |
| 4.554 | 4.090 | 4.647 | 5.261 | 5.466 | 6.176 | 6.152 | 6.317 | 6.339 |

График промене броја становника у току последњих година